# Martin Haak
Martin Haak (Rotterdam, 6 april 1943 – Haarlem, 3 juli 2019) was een Nederlands pianist en ingenieur.
Zijn naam als pianist dook voor het eerst op in 1961. Hij nam met zijn Trio Martin Haak deel aan een interscholair jeugdtoernooi in het Haarlemse Concertgebouw; presentatie was in handen van jazzkenner Michiel de Ruyter. Drie jaar later stond hij met zijn eigen kwartet op het Jazzfestival in Loosdrecht; de musici waren Haak, Ferdinand Povel (saxofoon), Michael/Mick Matthijsen (contrabas) en drummer Jan Bes. Het kwartet werd eerste mede dankzij een dan al goede Povel; hij was zeventien jaar oud. Het kwartet werd soms met trompettist Jaap Mook uitgebouwd tot kwintet. Een andere gast was wel eens percussionist Nippy Noya, beiden stonden vermeld op album Retouch. Haaks stijl werd omschreven als die van McCoy Tyner, Cedar Walton en Bobby Timmons; de kwintetvorm als dat van Cannonball Adderley.
Martin Haak bleef tot begin jaren negentig actief musiceren in allerlei ensemble en/of orkestjes. Een grote doorbraak bleef echter uit.
Al gedurende de jaren zeventig verschoven zijn activiteiten richting de techniek. Hij werd een raadgevend ingenieur, in eerste instantie gespecialiseerd in schaarhoogwerkers.